# 高島満兎
高島 満兎（たかしま まと 、1909年10月28日 - 1934年7月13日）は、日本の社会運動家。
福岡県三井郡合川村（現久留米市）で、造り酒屋の二女に生まれた。福岡県立久留米高等女学校（現福岡県立明善高等学校）を経て、1926年日本女子大学に入学。労働農民党の活動に参加していた長兄・日郎（じつろう）の影響で、在学中の1929年頃から学生社会科学連合会（学連）目白班の運動に参加し、卒業前に日本共産青年同盟（共青）に加盟。同大学国文科を卒業、1930年4月より機関紙『無産青年』編集局で働くかたわら、各地でオルグ活動を行なった。結核のため1931年暮れから1932年にかけて入院したが、途中で病院を抜け出し活動に復帰。1932年、日本共産党に入党。共青中央農民対策部長となり、長野県などで組織再建に努めた。1933年3月、東京・新宿の下宿で就寝中に特別高等警察の警察官に急襲され、2階から飛び下りて脊椎や骨盤を複雑骨折。下半身不随となり、闘病の末死去した。